# Irgendwann werden wir uns alles erzählen
Pour plus de détails, voir Fiche technique et Distribution.
Irgendwann werden wir uns alles erzählen est un film allemand réalisé par Emily Atef et sorti à la Berlinale 2023.
C'est l'adaptation du roman du même nom de Daniela Krien publié en 2011.

## Synopsis
La RDA, en 1990 : après la chute du Mur, la jeune Maria vit avec son ami Johannes dans la ferme de ses parents, la Brendel-Hof. La jeune fille de 18 ans est rêveuse et préfère de loin lire des livres à la maison plutôt que d'aller à l'école. À côté de la ferme Brendel se trouve la ferme Henner. Le propriétaire, Henner, est considéré comme solitaire et vit seul. Son caractère rude suscite la suspicion parmi les villageois, tandis que son charisme volontaire le rend attirant pour les femmes. Lorsque Maria rencontre un jour Henner par hasard, il suffit d'un simple contact pour qu'une relation amoureuse tragique et inéluctable commence.

## Fiche technique
- Titre original : Irgendwann werden wir uns alles erzählen[2]
- Réalisation : Emily Atef
- Scénario : Emily Atef et Daniela Krien
- Photographie : Armin Dierolf
- Montage : Anne Fabini
- Pays de production : Allemagne
- Format : Couleurs
- Genre : drame, historique
- Durée : 129 minutes
- Date de sortie :
  - Allemagne : 17 février 2023 (Berlinale 2023)

## Distribution
- Marlene Burow : Maria
- Felix Kramer : Henner
- Cedric Eich : Johannes Brendel
- Silke Bodenbender : Marianne
- Jördis Triebel : Hannah
- Christian Erdmann : Hartmut
- Christine Schorn : Frieda Brendel

## Distinction
- Berlinale 2023 : sélection officielle[3]